# La Pierre Saint-Martin
Pour les articles homonymes, voir Pierre Saint-Martin (homonymie).
La Pierre Saint-Martin est une station de sports d'hiver situé dans le massif de la Pierre Saint-Martin dans la partie française de la chaîne des Pyrénées. La station est située sur le territoire de la commune d'Arette, dans le département des Pyrénées-Atlantiques en région Nouvelle-Aquitaine.
C'est une station familiale, un village de chalets, situé dans une forêt de pins. Le domaine propose 55 hectares, à 2 200 mètres d'altitude. Elle fait partie du regroupement de stations N'PY.

## Toponymie
Le toponyme La Pierre Saint-Martin apparaît sous la forme La peyre de Sent-Martin, frontière de Navarre en 1589 (réformation de Béarn).

## Histoire
Après la décision du conseil municipal d'Arette, le 24 juin 1961, de construire deux téleskis à La Pierre Saint-Martin, le domaine de ski ouvre ses portes pour la première fois en 1962.

## Géographie
Située presque à la frontière franco-espagnole, sur la commune d'Arette, elle offre un domaine skiable dans la chaîne pyrénéenne côté français, avec 20 pistes balisées.
De l'autre côté de la frontière, se trouve la station de Larra-Belagua

## Patrimoine civil
Le village a érigé en 1993 une stèle des évadés de France, à la mémoire des résistants qui quittèrent la France pour rejoindre l'Armée de la libération via l'Espagne durant la Seconde Guerre mondiale.

## Voies d'accès
Depuis l'Espagne, l'accès routier passe par le col de La Pierre-Saint-Martin. Depuis la France, l'accès se fait par le village d'Arette (D 132) ou par celui de Lanne-en-Barétous (D632), dans la vallée du Barétous, en Béarn, ou par celui de Sainte-Engrâce (D 113), au Pays basque.

## Spéléologie

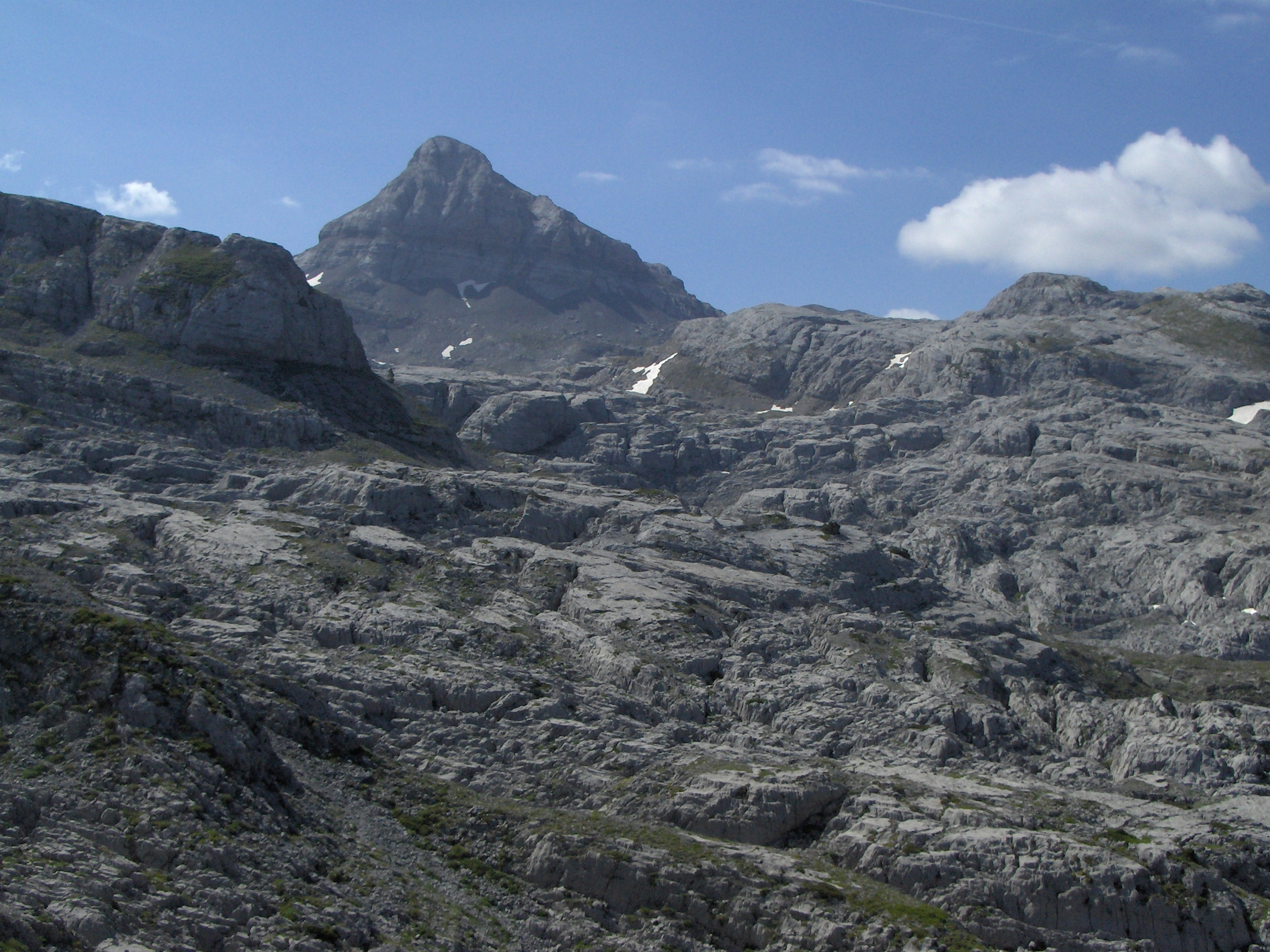
Le lapiaz de la Pierre Saint-Martin.

Le massif de la Pierre Saint-Martin, sur lequel se trouve la station de ski, est également un haut lieu de la spéléologie. Il s'agit d'un karst de 140 km² entre 1 500 et 2 100 mètres d'altitude, à cheval sur la frontière entre la France et l'Espagne. Ce karst drainé par quatre systèmes hydrogéologiques compte des gouffres parmi les plus profonds du monde.
Des recherches se poursuivent chaque année. Le réseau le plus profond est actuellement celui de La Pierre Saint-Martin (dénivelée 1 410 mètres, développement 82 000 mètres) dont l'entrée historique est le gouffre Lépineux, à 1717 mètres d'altitude, suivi par la Sima de las Puertas de Illamina (BU56) dont le réseau cumule une profondeur de 1 340 mètres, pour un développement de 28 000 mètres .
À l'exception de la salle de la Verna, aucune cavité de ces réseaux n'est accessible au public, sans faire appel aux clubs locaux de spéléologie et sans contact préalable avec l'ARSIP (Association pour la recherche spéléologique internationale à la Pierre Saint-Martin), qui gère les explorations et visites du massif.
La salle de la Verna est devenue accessible au grand public depuis juillet 2010, à partir du village de Sainte-Engrâce dans la vallée de la Soule. Cette salle mesure 245 mètres de diamètre pour 194 mètres de hauteur ; on pourrait y rentrer six fois la cathédrale Notre-Dame de Paris. Un vol de montgolfière y a même été organisé en 2003.

## Événements sportifs
Le Tour de France 2015 marque une première pour la station car elle accueille l'arrivée de la 10e étape, partant de Tarbes. L'ascension est classée Hors catégorie. Christopher Froome s'impose au sommet.

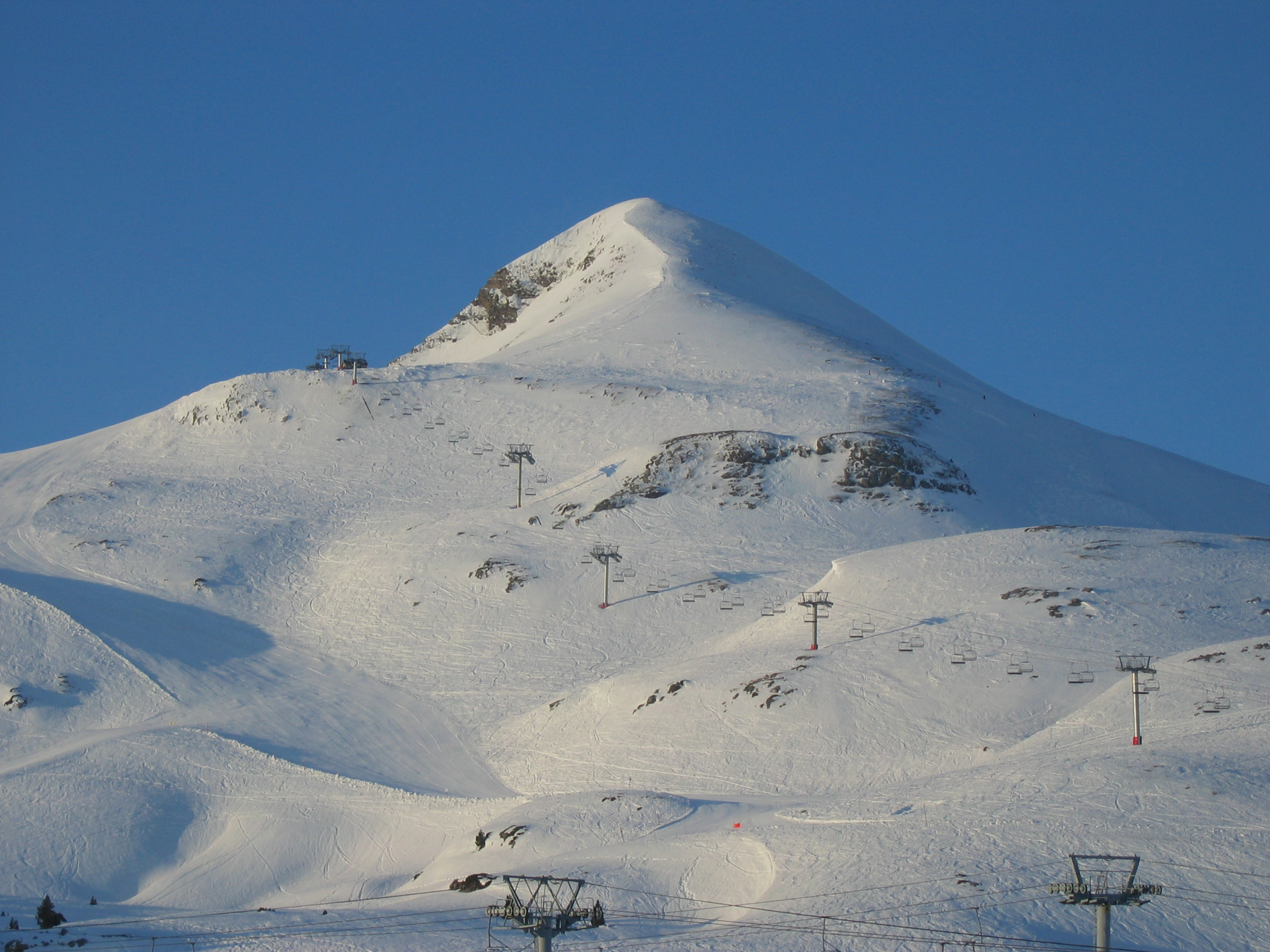
Le pic d'Arlas vue de la station.
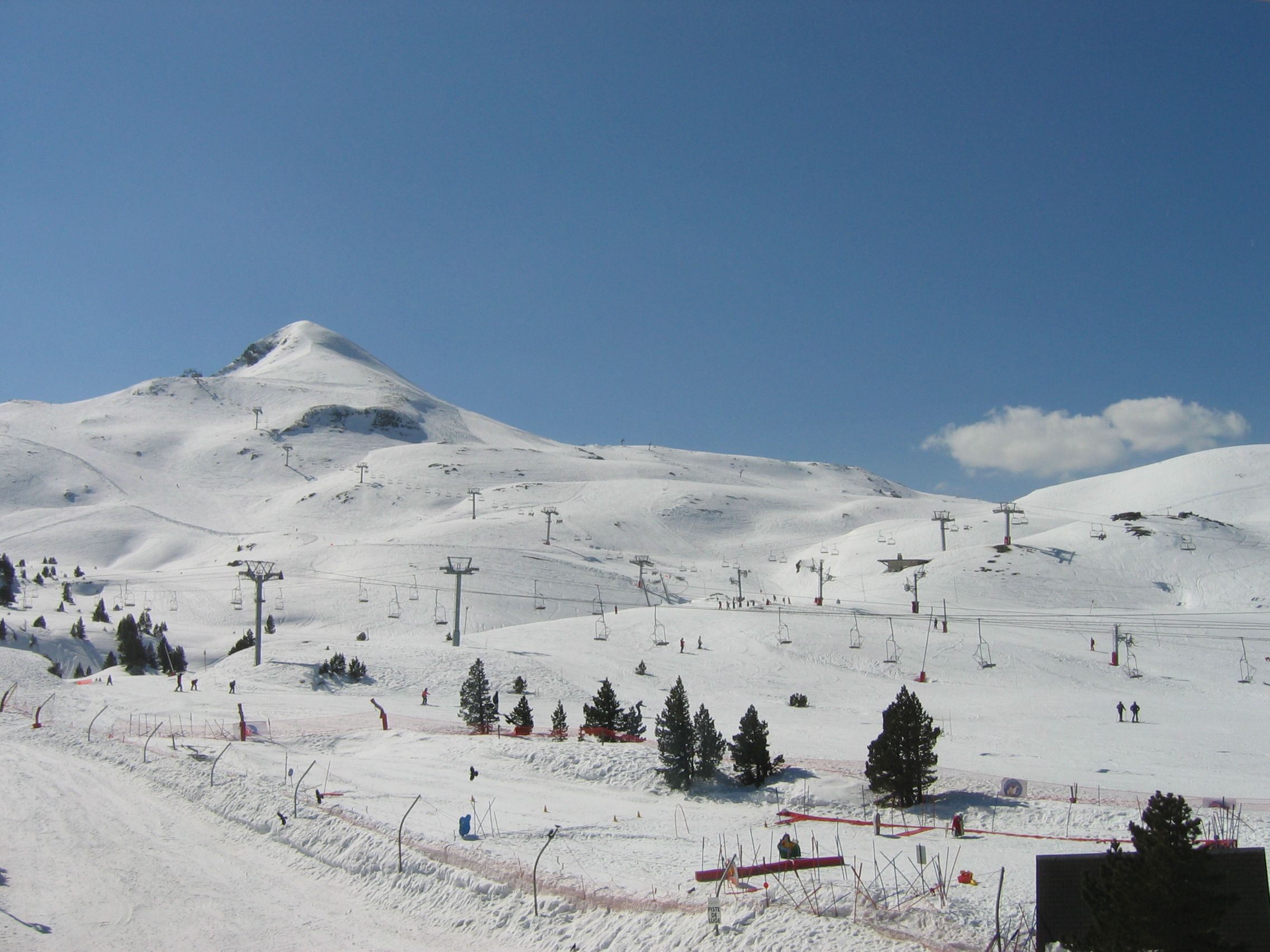
Le pied des pistes.
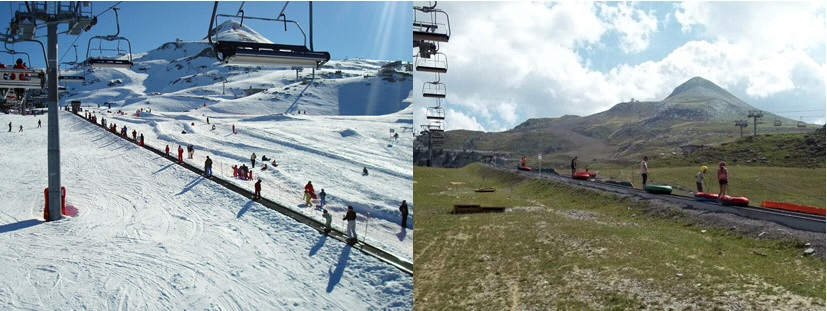
Tapis roulant Funbelt pour skieurs.